# UFC 120
UFC 120: Bisping vs. Akiyama è stato un evento di arti marziali miste tenuto dalla Ultimate Fighting Championship il 16 ottobre 2010 alla O2 Arena a Londra, Inghilterra. Il primo Fan Expo inglese dell'UFC è coinciso con questo evento. L'evento fu trasmesso lo stesso giorno registrato negli Stati Uniti e in Canada.
Questo show fu il primo ad essere trasmesso in diretta in Italia su Sky Sport gratuitamente, ottenendo ottimi risultati in termini di ascolti

## Background
Dan Hardy avrebbe dovuto affrontare Dustin Hazelett a questo evento prima che Hazelett dovesse rinunciare a causa delle sue nozze in settembre. Hazelett invece affrontò Rick Story a UFC 117. Carlos Condit sostituì Hazelett come avversario di Dan Hardy.
John Hathaway avrebbe dovuto affrontare Kim Dong-Hyun. Kim però dovette essere rimosso dalla card a causa di un intervento al gomito ol 20 luglio venendo sostituito da Mike Pyle.
Tom Blackledge avrebbe dovuto confrontarsi con James Te-Huna. Te-Huna però dovette rinunciare a causa di un infortunio subito in allenamento. Blackledge, assistente allenatore del Team Rampage a The Ultimate Fighter: Heavyweights, fu piazzato in un match col semifinalista di TUF 10, James McSweeney.
Ad ogni modo, il 28 settembre 2010, Tom Blackledge rinunciò al match contro James McSweeney per ragioni sconosciute venendo rimpiazzato da Fabio Maldonado.
Steve Cantwell avrebbe dovuto affrontare Stanislav Nedkov, ma il match fu cancellato 48 ore prima dell'evento, dopo che Cantwell soffrì un infortunio al ginocchio.
Secondo il presidente della divisione britannica dell'UFC, Marshall Zelaznik, UFC 120 avrebbe dovuto superare il record europeo di presenze, avendo venduto tutti i posti a sedere disponibili, e di incasso. Il precedente rercord era di 16.693, fatto segnare UFC 105, mentre il record d'incasso erano i 2,7 milioni di dollari di UFC 75. Questo si rivelò in seguito parzialmente corretto, poiché l'evento fece sì segnare il record europeo di 17.133 ma con un incasso di 2,56 milioni di dollari. Con oltre 17.000 spettatori, l'evento divenne, all'epoca, il nono della storia dell'UFC per presenze.

## Risultati

### Card preliminare
- Incontro categoria Pesi Mediomassimi:  James McSweeney contro  Fabio Maldonado

Maldonado sconfisse McSweeney per KO Tecnico (pugni) a 0:48 del terzo round.
- Incontro categoria Pesi Leggeri:  Spencer Fisher contro  Curt Warburton

Fisher sconfisse Warburton per decisione unanime (29–28, 29–28, 29–28).
- Incontro categoria Pesi Leggeri:  Paul Sass contro  Mark Holst

Sass sconfisse Holst per sottomissione (strangolamento triangolare) a 4:45 del primo round.
- Incontro categoria Pesi Massimi:  Rob Broughton contro  Vinicius Queiroz

Broughton sconfisse Quieroz per sottomissione (strangolamento da dietro) a 1:43 del terzo round. Il 2 novembre 2010 Queiroz venne testato positivo allo Stanozolol venendo immediatamente licenziato.
- Incontro categoria Pesi Mediomassimi:  Cyrille Diabaté contro  Alexander Gustafsson

Gustafsson sconfisse Diabaté per sottomissione (strangolamento da dietro) a 2:41 del secondo round.

### Card principale
- Incontro categoria Pesi Welter:  James Wilks contro  Claude Patrick

Patrick sconfisse Wilks per decisione unanime (30–27, 30–27, 30–27).
- Incontro categoria Pesi Massimi:  Cheick Kongo contro  Travis Browne

Kongo e Browne combatterono un pareggio unanime (28–28, 28–28, 28–28). Kongo fu dedotto un punto nel round 3 per essersi ripetutamente aggrappato ai pantaloncini di Browne.
- Incontro categoria Pesi Welter:  John Hathaway contro  Mike Pyle

Pyle sconfisse Hathaway per decisione unanime (30–27, 30–27, 30–27).
- Incontro categoria Pesi Welter:  Dan Hardy contro  Carlos Condit

Condit sconfisse Hardy per KO (pugni) al minuto 4:27 del primo round.
- Incontro categoria Pesi Medi:  Michael Bisping contro  Yoshihiro Akiyama

Bisping sconfisse Akiyama per decisione unanime (30–27, 30–27, 30–27).

## Premi
Ai vincitori sono stati assegnati 75.000$ per i seguenti premi:
- Fight of the Night:  Michael Bisping contro  Yoshihiro Akiyama
- Knockout of the Night:  Carlos Condit
- Submission of the Night:  Paul Sass